# داريوس سنارسكي
داريوس سنارسكي (بالبولندية: Dariusz Snarski)‏ (مواليد 20 ديسمبر 1968) هو ملاكم بولندي، مثّل بلاده في الألعاب الأولمبية الصيفية 1992.

## روابط خارجية
داريوس سنارسكي على موقع بوكس ريك (الإنجليزية) (registration required)
- داريوس سنارسكي على موقع أوليمبيديا (الإنجليزية)
- داريوس سنارسكي على موقع اللجنة الأولمبية البولندية (مؤرشف) (البولندية)